# Вирусна репликација
Вирусна репликација је скуп биохемијских процеса који се одвијају у зараженој ћелији вирусом који имају ефекат стварања нових јединица вируса. Овај начин множења се назива и паразитско множење у којем се ДНК вируса множи помоћу заражене ћелије и долази до мултипликације вируса.

## Одвијање репликације
Сваки вирус има веома специфичне начине репликације, у зависности да ли је то вирус ДНК или РНК вирус.
1. Причвршћивање или адсорпција: Ово је први контакт између вируса и ћелије. Протеини вируса се вежу за ћелијску мембрану ћелије. Еукариотски ресептори могу бити гликопротеини или гликосфинголипиди. Бактериофагни рецептори су гликопротеини или липополисакариди. Биљне ћелије немају специјалне рецепторе за вирусе.
2. Пенетрација: У зависности од вируса, постоји неколико механизама помоћу којих вирус улази у ћелију. Код бактериофага само вирусни ген улази у ћелију. Код животињских вируса, вирус улази пиноцитозом. Овај тип улаза се примећује код голих вируса.
3. Декапитација: Након пенетрације и декапитације долази до ослобађања нуклеинске киселине која је умотана у протеински капсид. У зависности од вируса, декапсидација се може одвијати у цитоплазми или у језгру.
4. Репликација или умножавање вируса: током ове фазе долази до репликације генома, експресија гена у облику мРНК ( транскрипција ) и превођења мРНК у протеине ћелијском гранелом. У зависности од врсте вируса и природе њиховог генома, механизам умножавања вируса може бити веома различит. Током овог циклуса немогуће је изоловати честицу вируса.
5. Спајање: Након размножавања, вирус се спаја у зараженој ћелији. Ген је капсидован. 
6. Ослобођење: Вируси излазе из ћелије, уништавајући је или не.

## Поксвирус
Репликација поксвируса је необична јер се њен ген репликује у цитоплазми иако вирус садржи ДНК ген.